# Antas (Penalva do Castelo)
Antas is een plaats (freguesia) in de Portugese gemeente Penalva do Castelo en telt 331 inwoners (2001).